# Zendaya
Zendaya Maree Stoermer Coleman, známá jen jako Zendaya, (* 1. září 1996, Oakland, Kalifornie) je americká herečka, zpěvačka a tanečnice. Je držitelkou několika ocenění, včetně dvou cen Emmy a Zlatého glóbu. V roce 2022 byla časopisem Time zařazena na seznam 100 nejvlivnějších lidí světa.
Televizní debut zaznamenala rolí Rocky Blue v komediálním seriálu Na parket! (2010–2013) a hlavní postavu ztvárnila v sitcomu Tajný život K.C. (2015–2018) na stanici Disney Channel. V celovečerním filmu debutovala v roce 2017 jako Michelle „MJ“ Jonesová v akčním filmu Spider-Man: Homecoming (2017). Postavu si zahrála i v pokračováních. Za roli Rue Bennettové, drogově závislé teenagerky, v dramatickém seriálu Euforie (2019–dosud) společnosti HBO obdržela dvě ceny Emmy za nejlepší herečku v dramatickém seriálu, což z ní učinilo nejmladší vítězku v této kategorii. Dále účinkovala v muzikálu Největší Showman (2017), romantickém dramatu Malcolm a Marie (2021) a sci-fi filmech Duna (2021) a Duna: Část druhá (2024).
Kromě herecké kariéry se věnuje i hudbě. V roce 2011 vydala singly „Swag It Out“ a „Watch Me“, který vytvořila ve spolupráci s Bellou Thorne. V roce 2012 podepsala smlouvu s Hollywood Records. Své debutové studiové album vydala v roce 2013. Hlavní singl alba „Replay“ se dostal do top 40 singlů v americkém žebříčku Billboard Hot 100. Největší komerční hudební úspěch Zendayi přinesla spolupráce se Zacem Efronem, se kterým nazpívala píseň „Rewrite the Stars“ pro soundtrack filmu Největší showman v roce 2017. Singl se dostal do top 20 několika žebříčků. Napsala také několik písní pro seriál Euforia.

## Životopis
Zendaya Maree Stoermer Coleman se narodila dne 1. září 1996 v Oaklandu v Kalifornii rodičům Claire Stoermerové a Kazembe Ajama Colemanu. Otec je Afroameričan s nigerijským původem, matka má německé a skotské předky. Má pět starších sourozenců.

## Kariéra
Zendaya začala svou kariéru jako modelka pro společnosti Macy's, Mervyns a Old Navy. Objevila se v reklamě iCarly na hračky. Objevila se také jako doprovodná tanečnice v reklamě firmy Sears s herečkou Selenou Gomez. V roce 2009 byla hlavní hvězdou v hudebním videu dětské skupiny Kidz Bop k jejich cover verzi písně „Hot n Cold“ od Katy Perry. V listopadu 2009 se zúčastnila konkurzu na roli CeCe Jonesové v sitcomu Na parket! společnosti Disney. Na svém konkurzu předvedla píseň „Leave Me Alone“ od Michaela Jacksona. Nakonec byla vybrána, aby ztvárnila roli Rocky Blue. Seriál měl premiéru dne 7. listopadu 2010 a sledovalo ho 6,2 milionu diváků, což z něj učinilo druhou nejvýše hodnocenou premiéru stanice Disney Channel.
Zendaya nazpívala i několik písní „Something to Dance For“, „Swag It Out“, „My All“,„Replay“ a s Bellou Thorne „Watch Me“ a „Made in Japan“. Společně s Bellou Thorne si zahrála i ve filmu Ne/Přátelé. Zahrála si hlavní roli ve filmu Zapped.
Během let 2015 až 2018 hrála hlavní roli v seriálu Tajný život K.C. na kanálu Disney Channel. V roce 2017 ztvárnila MJ Jonesovou v superhrdinském filmu Spider-Man: Homecoming a Anne Wheelerovou v muzikálovém filmu Největší showman. Ve stejném roce se objevila ve videoklipu Bruna Marse k písničce „Versace on the Floor“ a jako hostující porotkyně zasedla v reality show Project Runway. V roce 2019 získala titulní postavu v seriálu stanice HBO Euphoria a zopakovala si roli MJ ve filmu Spider-Man: Daleko od domova. Jako herečka se prosadila ve dvou dílech sci-fi filmu Duna a Duna: Část druhá Denise Villeneuva, kde ztvárnila roli Chani z rodu Fremenů.

## Filmografie

### Film

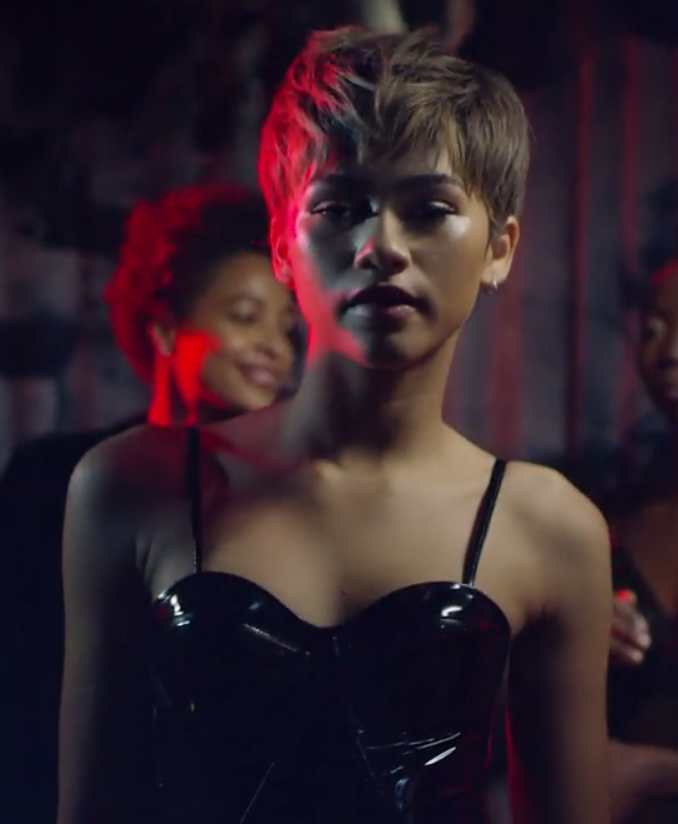
Promo fotka pro značku oblečení Daya by Zendaya

| Rok  | Název                           | Role                   | Poznámky                 |
| ---- | ------------------------------- | ---------------------- | ------------------------ |
| 2013 | Štěňata v akci                  | Lollipop (hlas)        |                          |
| 2017 | Spider-Man: Homecoming          | Michelle „MJ“ Jonesová |                          |
| 2017 | Největší showman                | Anne Wheeler           |                          |
| 2018 | V husí kůži                     | Chi (hlas)             |                          |
| 2018 | Yeti: Ledové dobrodružství      | Meechee (hlas)         |                          |
| 2019 | Spider-Man: Daleko od domova    | Michelle „MJ“ Jonesová |                          |
| 2021 | Malcolm a Marie                 | Marie                  | také výkonná producentka |
| 2021 | Space Jam: Nový začátek         | Lola Bunny (hlas)      |                          |
| 2021 | Duna                            | Chani                  |                          |
| 2021 | Spider-Man: Bez domova          | Michelle „MJ“ Jonesová |                          |
| 2022 | Is That Black Enough for You?!? | samu sebe              | dokumentární             |
| 2024 | Duna: Část druhá                | Chani                  |                          |
| 2024 | Rivalové                        | Tashi Donaldson        | postprodukce             |

### Televize
| Rok        | Název                  | Role                | Poznámky                                   |
| ---------- | ---------------------- | ------------------- | ------------------------------------------ |
| 2010–2013  | Na parket!             | Rocky Blue          | hlavní role                                |
| 2011       | Hodně štěstí, Charlie  | Rocky Blue          | díl: „Charlie Shakes It Up“                |
| 2011       | PrankStars             | sama sebe           | díl: „Walk the Prank“                      |
| 2011       | Pixie Hollow Games     | Fern (hlas)         | televizní speciál                          |
| 2012       | Farma Rak              | Sequoia Jones       | díl: „Creative consultANT“                 |
| 2012       | Ne/přátelé             | Halley Brandon      | televizní film                             |
| 2013       | Dancing with the Stars | sama sebe/soutěžící | taneční soutěžní show (16. řada), 2. místo |
| 2013       | The Story of Zendaya   | sama sebe           | televizní seriál                           |
| 2014       | Kluci na povel         | Zoey Stevens        | televizní film                             |
| 2014       | The Making of SWAY     | sama sebe           | 8 dílů                                     |
| 2014       | SWAY: A Dance Trilogy  | sama sebe           | televizní taneční show                     |
| 2015–2018  | Tajný život K.C.       | K.C. Cooper         | hlavní role, 75 dílů, také producentka     |
| 2015       | Black-ish              | Rasheida            | díl: „Daddy's Day“                         |
| 2017       | Walk the Prank         | sama sebe           | díl: „K.C. Undercover Edition“             |
| 2017       | Bitva playbacků        | sama sebe           | díl: „Tom Holland vs. Zendaya“             |
| 2019       | OA                     | Fola                | 3 díly                                     |
| 2019–dosud | Euforie                | Rue Bennettová      | hlavní role, také výkonná producentka      |

### Videohry
| Rok  | Název                                 | Role                   | Poznámky |
| ---- | ------------------------------------- | ---------------------- | -------- |
| 2017 | Aplikace Spider-Man: Daleko od domova | Michelle „MJ“ Jonesová |          |

## Diskografie

### Studiová alba
| Název   | Datum vydání  | Singly          | Poznámky       |
| ------- | ------------- | --------------- | -------------- |
| Zendaya | 17. září 2013 | Re-play My Baby | Debutové album |

## Turné
| Rok       | Název            | Poznámky |
| --------- | ---------------- | -------- |
| 2012–2014 | Swag It Out Tour |          |